# Rilpivirina
Rilpivirina, nome comercial Edurant, é um fármaco utilizado no tratamento do HIV. Pertence a uma classe de medicamentos conhecidos como nNRTI (non-nucleoside reverse transcriptase inhibitor).